# Melanoma Research
Melanoma Research, abgekürzt Melanoma Res., ist eine wissenschaftliche Fachzeitschrift, die vom Lippincott Williams & Wilkins-Verlag veröffentlicht wird. Die Zeitschrift erscheint mit sechs Ausgaben im Jahr und veröffentlicht Arbeiten, die sich mit dem Thema Melanom beschäftigen.
Der Impact Factor lag im Jahr 2015 bei 2,219. Nach der Statistik des ISI Web of Knowledge wird das Journal mit diesem Impact Factor in der Kategorie Dermatologie an 16. Stelle von 62 Zeitschriften, in der Kategorie Onkologie an 142. Stelle von 213 Zeitschriften und in der Kategorie experimentelle und forschende Medizin an 65. Stelle von 123 Zeitschriften geführt.